# Acacia papyrocarpa
Acacia papyrocarpa är en ärtväxtart som beskrevs av George Bentham. Acacia papyrocarpa ingår i släktet akacior, och familjen ärtväxter. Inga underarter finns listade i Catalogue of Life.